# گیل اینس
گیل اینس (Gil Eanes) (یا طبق املای آن در پرتغالی باستان، Eannes)، ناوبر و کاوشگر پرتغالی در قرن پانزدهم بود.

## زندگی‌نامه
گیل اینس در سال ۱۳۹۵ میلادی در لاگوس متولد شد. اطلاعات زیادی دربارهٔ زندگی شخصی او پیش از حضور پُر رنگش در عصر کاوش پرتغال و قبل از اینکه او پیش‌خدمت خانوادگی و محافظ شخصی شاهزاده هنریِ دریانورد باشد، در دسترس نیست. اینس یکی از بومیان لاگوس بود و سفرهای دریایی‌اش را از همان‌جا و از جنوب الگاروه بنا نهاد.
اینس در سال ۱۴۳۳ میلادی به گروه کاوش‌گران شاهزاده هنری ملحق شد. شاهزاده یک کشتی را به همراه خدمه‌اش به او سپرد تا سفری حول دماغه بوجادور داشته باشند؛ دماغه‌ای که بر اساس دانش آنها و نوع تجهیزات‌شان، یک دماغه صعب‌العبور به حساب می‌آمد. اینس پیش از اینکه به غرب و به سمت جزایر قناری حرکت کند، سفرهای زیادی از لاگوس در پرتغال، به سواحل غربی آفریقا داشت که تعداد دقیق آن مشخص نیست. اینس در جزایر قناری چند تن از بومیان را به اسارت گرفت و به ساگرس بازگشت؛ او خطرهای ادامه این سفر را دلیل بازگشت خود می‌دانست. شاهزاده هنری که از او انتظار سربلند بیرون آمدن از سفر دماغه بوجادور را داشت، پس از بازگشت اینس با اون به سردی برخورد کرد. اینس امیدوار بود که سال بعد دوباره مورد توجه شاهزاده قرار بگیرد و شاهزاده برای یک سفر اکتشافی دیگر به او اعتماد کند. در سال ۱۴۳۴ کشتی بادبانی کوچک او به همراه خدمه‌اش موفق شد تا به آن‌سوی دماغه بوجادور سفر کند و از طریق روش ولتا دو مار به ساگرس بازگردد. اینس در این سفر توانست گزارشی از وضعیت آب، خشکی و سهولت مسیریابی در آن سوی دماغه تهیه کند. او هنگام بازگشت با خودش مقداری گل سرخ وحشی به همراه آورد تا موفقیت‌اش در این سفر را نشان داده باشد. کشف یک مسیر قابل عبور در نزدیکی دماغه بوجادور، نقطه آغازی برای کشف قاره آفریقا توسط پرتغالی‌ها بود.
اینس در سال ۱۴۳۵ به همراه آفونسو گونسالوژ بالداییا سفر دیگری را آغاز کرد. آنها حدود ۳۰ فرسنگ (۱۴۴ کیلومتر) یا به روایتی دیگر ۵۰ فرسنگ (۲۴۰ کیلومتر) در جنوب دماغه بوجادور حرکت کردند تا به سواحل آفریقا رسیدند. گرچه آنها در طول این سفر امیدبخش مستقیماً با هیچ انسانی ساکن در آنجا برخورد نکردند، اما ردپای حضور انسان را در آنجا مشاهده کردند. آنها خلیجی را که در آن لنگر انداخته بودند، به دلیل فراوانی ماهی‌هایی که از آب گرفته بودند (سرخ‌ماهی‌های مشابه) خلیج سرخ‌ها نام‌گذاری کردند.

## نام‌گذاری‌ها
یکی از میدان‌های شهر لاگوس در پرتغال که شهر محل تولد اینس است، به اسم او نام‌گذاری شده‌است.
همچنین یک تالار سخنرانی قدیمی در شهر میندلوی جزیره سائوویسنته در کیپ ورد (دماغه سبز) به نام او ثبت شده‌است. این تالار در دهه ۱۹۳۰ در میان مجمع‌الجزایر بهترین کیفیت آموزشی را داشته‌است. امروزه این مکان با نام اسکولا خورخه باربوسا شناخته می‌شود و بخشی از پردیس دانشگاه کیپ ورد به حساب می‌آید.
یکی از کشتی‌های نیروی دریایی پرتغال هم که در سال ۱۹۵۵ ساخته شده به اسم اینس نام‌گذاری شده‌است.

## ارجاعات
1. ↑  "Gil Eanes doubles the Bojador", Ensina RTP
2. 1 2 3 4  Robert Kerr (1844), p.183
3. ↑  Alan Viliers (1956), p.28
4. 1 2  Alan Viliers (1956), p.30
5. ↑  Samuel Morison (1974)
6. ↑  Dartnell, Lewis (2019-05-14). Origins: How Earth's History Shaped Human History (به انگلیسی). Basic Books. pp. 223–224. ISBN 978-1-5416-1789-6. OCLC 1101101039.
7. ↑  University of Cape Verde بایگانی‌شده  در ۱۶ سپتامبر ۲۰۱۸ توسط Wayback Machine: Liceu Gil Eanes